# Offshore-Windpark Arkona
Arkona, offiziell Arkona-Becken Südost, ist der Name eines Offshore-Windparks in der deutschen ausschließlichen Wirtschaftszone in der Ostsee, der im April 2019 in Betrieb gegangen ist. Das Gebiet liegt 35 Kilometer nordöstlich der Insel Rügen und direkt südöstlich des dort befindlichen Offshore-Windparks Wikinger.
60 Windenergieanlagen auf einer Fläche von 37 km² haben eine installierte Leistung von 385 MW. Damit kann der Windpark rechnerisch 400.000 Haushalte mit Strom versorgen.

## Geschichte
Auf Antrag der AWE Arkona-Windpark-Entwicklungs-GmbH vom 12. Mai 2000 wurde vom zuständigen Bundesamt für Seeschifffahrt und Hydrographie (BSH) in Hamburg die Errichtung und der Betrieb von 80 Windenergieanlagen einschließlich der Nebenanlagen wie parkinterne Verkabelung und der Umspannplattform am 15. März 2006 genehmigt. Am 5. April 2017 änderte das BSH die Nebenbestimmung Nr. 23 so, dass die Genehmigung erloschen wäre, wenn nicht bis zum 31. Juli 2017 mit den Bauarbeiten zur Installation der Anlagen begonnen worden wäre.
Ende April 2016 traf E.ON die Investitionsentscheidung, den Windpark bis zum Jahr 2019 zu errichten. Laut eigenen Angaben hielt der Konzern die Hälfte der Anteile; der andere Projektpartner ist Equinor (vormals: Statoil). Dabei trat E.ON als Bauherr und Betriebsführer auf. Das Investitionsvolumen wurde mit mehr als 1,2 Mrd. Euro angegeben.
Die feierliche Inbetriebnahme erfolgte am 16. April 2019 durch die damalige Bundeskanzlerin Angela Merkel.
Im Rahmen des Tauschgeschäfts zwischen RWE und E.ON gingen sämtliche Erzeugungsanlagen der beiden Unternehmen an RWE über. Somit ist nun RWE Eigentümer der 50-prozentigen Beteiligung am Windpark Arkona und tritt ebenso als Betriebsführer auf.
Im Oktober 2019 wurde bekannt, dass Equinor 25 % seiner Beteiligung an einen von der Credit Suisse Energy Infrastructure Partners AG beratenen Fonds verkauft.

### Bau
Eine symbolische Grundsteinlegung für das gesamte Projekt fand Mitte August 2016 auf der Baustelle des Betriebsgebäudes in Sassnitz-Mukran auf der Insel Rügen statt.
Zum 14. Juli 2017 wurde eine 500-Meter-Sicherheitszone um die geplanten Standorte der äußeren Windenergieanlagen des Windparks eingerichtet, damit mit den Bauarbeiten auf dem Baufeld begonnen werden konnte. Diese Sicherheitszone, deren Befahren für unautorisierte Fahrzeuge verboten ist, wurde mit der Sicherheitszone des benachbarten Windparks Wikinger verbunden. Im August 2017 begannen die Offshore-Bauarbeiten mit dem Setzen der Monopiles. Bis November 2017 wurde die Installation der Monopile-Fundamente mit dem Errichterschiff Sea Challenger der A2SEA und dem Spezialschiff Svanen des Unternehmens Van Oord durchgeführt.
Im April 2018 wurde die 4000 Tonnen schwere Umspannstation mit Hilfe des Schwerlastkranschiffs Oleg Strashnov auf das Fundament der Umspannplattform gehoben.
Die Installation der Turbinen wurde von Juni bis Oktober 2018 mit dem Errichterschiff Sea Challenger von A2SEA durchgeführt. Ende September 2018 speiste die erste Turbine Strom ins Netz ein.

## Technik
Die 60 leistungsgesteigerten Windenergieanlagen vom Typ Siemens Gamesa SWT-6.0-154 haben eine installierte Leistung von jeweils 6,4 MW und einen Rotordurchmesser von 154 Metern. Sie werden mit Monopiles im Meeresboden verankert, der dort zwischen 23 und 37 Meter unter der Meeresoberfläche liegt. Die Monopiles sind bis zu 81 Meter lang und haben Durchmesser von bis zu 7,75 Metern. Sie wurden von der EEW Group in Rostock produziert. Als Korrosionsschutz wurde eine thermisch gespritzte Aluminium-Beschichtung anstelle herkömmlicher Aluminiumanoden eingesetzt. Dafür wurde E.ON Climate & Renewables mit dem German Renewables Award 2017 in der Kategorie „Produktinnovation des Jahres“ ausgezeichnet.

### Netzanschluss
Die Windenergieanlagen sind durch Mittelspannungskabel mit der Umspannplattform „Arkona“ im Windpark verbunden, die den Strom auf Höchstspannung von 220 kV transformiert. Von dort aus wird der Strom über Seekabel der Trasse „Ostwind 1“ in das Umspannwerk nach Lubmin ans Festland übertragen. Ostwind 1 besteht aus einem Drehstrom-Leitungssystem mit drei Kabeln, die je System eine Länge von 90 Kilometern auf See und drei Kilometern an Land haben. Außerdem besteht eine elektrische Verbindung zur Umspannplattform „Andalucía“ im benachbarten Offshore-Windpark Wikinger. Für den Netzanschluss ist das Unternehmen 50Hertz Offshore zuständig.

## Servicehafen
Der Mukran Port in Sassnitz dient als Basis für die Service-Einsätze.